# Condado de Jackson (Indiana)
El condado de Jackson (en inglés: Jackson County), fundado en 1816, es uno de 92 condados del estado estadounidense de Indiana. En el año 2000, el condado tenía una población de 41 335 habitantes y una densidad poblacional de 31 personas por km². La sede del condado es Brownstown. El condado recibe su nombre en honor a Andrew Jackson. 

## Geografía
Según la Oficina del Censo, el condado tiene un área total de 1331 km², de la cual 1319 km² es tierra y 12 km² (0.86%) es agua.

### Condados adyacentes
- Condado de Brown (norte-noroeste)
- Condado de Bartholomew (norte-noroeste)
- Condado de Jennings (este)
- Condado de Scott (sureste)
- Condado de Washington (sur)
- Condado de Lawrence (oeste)
- Condado de Monroe (noroeste)

## Demografía
Según la Oficina del Censo en 2007, los ingresos medios por hogar en el condado eran de $39 401 y los ingresos medios por familia eran $45 210. Los hombres tenían unos ingresos medios de $31 505 frente a los $22 301 para las mujeres. La renta per cápita para el condado era de $18 400. Alrededor del 8.50% de la población estaban por debajo del umbral de pobreza.

## Transporte

### Principales autopistas
- Interestatal 65
- U.S. Route 50
- U.S. Route 31
- Ruta Estatal de Indiana 135

## Municipalidades

### Ciudades y pueblos
- Brownstown
- Crothersville
- Medora
- Seymour
- Uniontown
- Vallonia

### Municipios
El condado de Jackson está dividido en 12 municipios:
| - Brownstown - Carr - Driftwood - Grassy Fork - Hamilton - Jackson | - Owen - Pershing - Redding - Salt Creek - Vernon - Washington |